# شرکت ساعت‌سازی اورینت
شرکت ساعت‌سازی اورینت (به ژاپنی: オリエント時計株式会社) نام یک شرکت ساعت‌سازی ژاپنی است که در سال ۱۹۵۰ تأسیس شده‌است.
این شرکت در سال 2009 به یکی از زیرمجموعه های اپسون تبدیل شد و در سال 2017 به طور کامل با این شرکت ادغام شد.
شرکت اورینت تا زمان ادغام در اپسون ساعت های مکانیکی را به بازار عرضه می کرد. اما بعد از ادغام مدل های کوارتز، خورشیدی و رادیویی را نیز تولید کرد.